# Aotea Waka

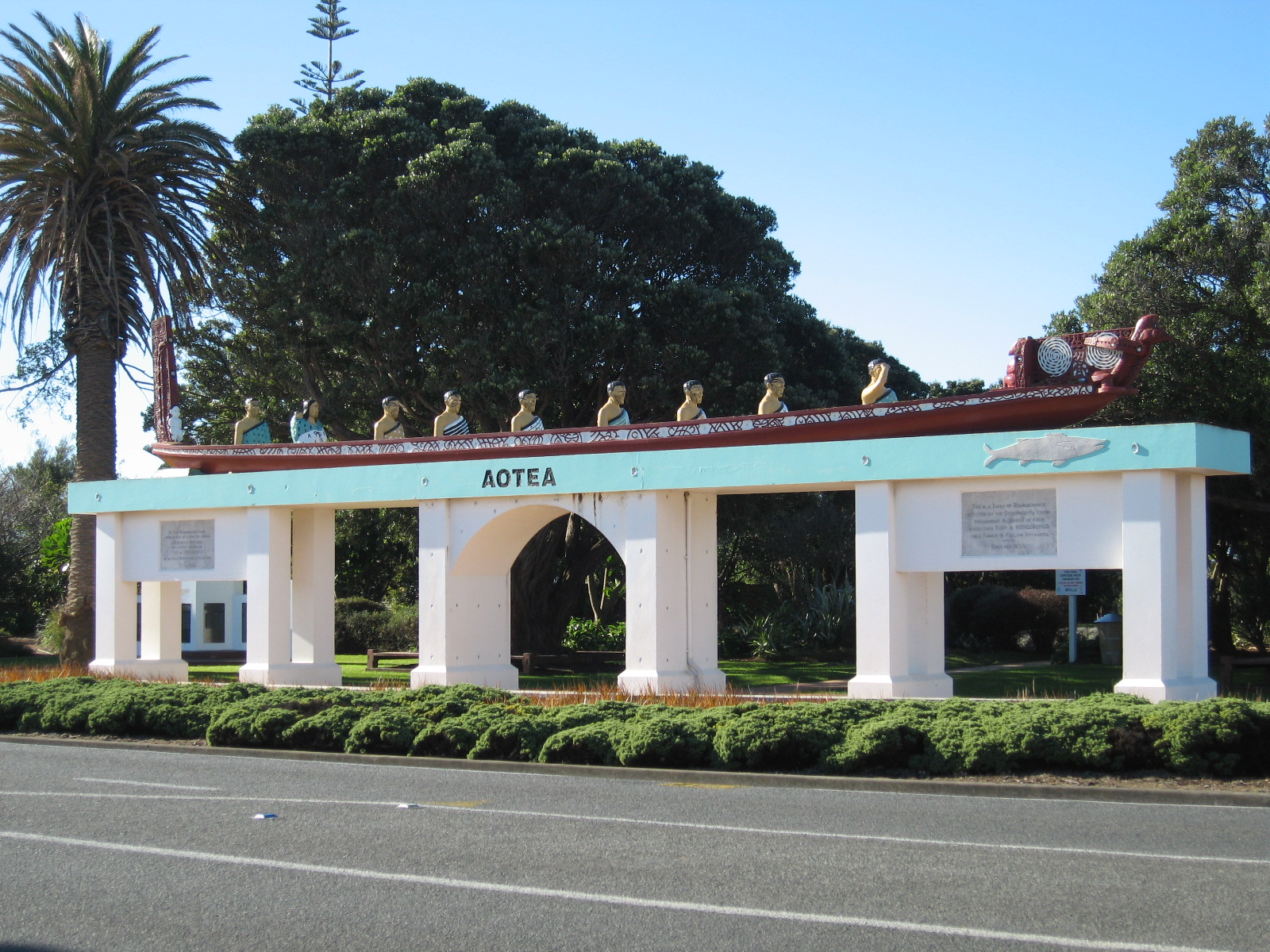
Aotea Kanu Erinnerungsbogen in Patea, Taranaki, Neuseeland

Das Aotea Waka war der Mythologie der Māori entsprechend ein Kanu, das um 1350 unter dem Anführer Turi Neuseeland erreicht haben und die Mannschaft an der Küste Taranakis und der Cook Strait gesiedelt haben soll.

## Geschichte
Turi war ein Mitglied eines Stammes auf den Inseln von Tahiti. Nach einem Streit und einer kriegerischen Auseinandersetzung mit Uenuku, dem Anführer des Tini-o-Uenuku-Stammes, dem gegenseitigen Töten der jeweiligen Söhne des anderen, und der Aussicht, den Kampf gegen den Stamm von Uenuku zu verlieren, ließ Turi nach dem Kanu seines Schwiegervaters Toto rufen, um die Inseln zu verlassen und nach Neuseeland zu fliehen.
Das Aotea Waka erreichte zuerst die Kermadec Islands und legte auf Raoul Island an, um das Boot reparieren zu können. Mit dem reparierten Boot fuhr Turi mit seiner Crew weiter nach Süden und landeten als Nächstes auf Great Barrier Island, der sie den Namen Aotea gaben. Nach der anschließenden Umfahrung der Nordspitze der Nordinsel gingen sie schließlich an der Westküste der Nordinsel am Aotea Harbour, nördlich von Kāwhia an Land und gaben dem Landungsort dem Namen Aotea. Über Land zogen sie dann südwärts und siedelten in Taranaki an Plätzen, an denen heute kleine Ortschaften liegen, wie Mokau, Urenui, Waitara, Mangati, Oakura und Pātea, wo Turi siedelte. Die Karaka-Bäume (Corynocarpus laevigatus) an der Westküste des Siedlungsgebietes von Turis Stamm zeugen noch heute von ihren Siedlungsaktivitäten. Sie brachten die Bäume von Tahiti mit.

## Publizierte Geschichte
Gouverneur George Edward Grey publizierte in seinem 1854 veröffentlichten Buch Nga mahinga a nga tupuna, die Erzählung von Taukes Vater, Chief des Ngati-Ruanui-Stamms von Pātea, der die Geschichte Turis, sowie seiner Reise und Ankunft in Neuseeland erzählte und Grey niederschrieb.

## Iwi-Abstammung vom Aotea Waka
Die Iwi, die sich als Nachfahren des Aotea Waka sehen, sind:
- Ngā Rauru, Taranaki-Stamm
- Ngā Ruahine, Taranaki-Stamm
- Ngāti Ruanui, Taranaki-Stamm
- Ngāti Haua, Whanganui-Stamm (neben weiteren Kanus (Waka))
- Te Ati Hau, Whanganui-Stamm (neben weiteren Kanus)[5]